# Любомисьле
Любомисьле (пол. Lubomyśle) — село в Польщі, у гміні Слесін Конінського повіту Великопольського воєводства.
Населення — 397 осіб (2011).
У 1975-1998 роках село належало до Конінського воєводства.

## Демографія
Демографічна структура станом на 31 березня 2011 року:
|          | Загалом | Допрацездатний вік | Працездатний вік | Постпрацездатний вік |
| -------- | ------- | ------------------ | ---------------- | -------------------- |
| Чоловіки | 186     | 42                 | 123              | 21                   |
| Жінки    | 211     | 53                 | 113              | 45                   |
| Разом    | 397     | 95                 | 236              | 66                   |